# Krigsåret 1805

## Pågående krig
- Barbareskkriget (1801-1805)
  - Bägge Sicilierna och USA på ena sidan.
  - Marocko och Tripoli på andra sidan.

- Indiankrigen (1622-1918)
  - Diverse stater i Amerika på ena sidan
  - Diverse indainstammar på andra sidan

- Napoleonkrigen (1803 - 1815)[1]
  - Frankrike och Spanien på ena sidan
  - Storbritannien, Ryssland, Sverige, Österrike och Sverige på andra sidan

- Rysk-persiska kriget (1804-1813)
  - Persien på ena sidan
  - Ryssland på andra sidan

## Händelser
- 11 april - Ryssland går med i tredje koalitionen mot Napoleon I.
- 9 augusti - Österrike går med i tredje koalitionen.
- 16 - 19 oktober - Slaget vid Ulm där Napoleons fransmän besegrar österrikarna.
- 21 oktober - Brittiska flottan under befäl av Horatio Nelson besegra den fransk-spanska i slaget vid Trafalgar. Amiral Nelson återfinns bland de många stupade.
- 31 oktober - Sverige förklarar krig mot Frankrike.
- 2 december - Slaget vid Austerlitz (eller Trekejsarslaget) äger rum. Kejsar Napoleon I leder den franska hären till en glänsande seger över de förenade österrikiska och ryska arméerna under kejsarna Frans och Alexander I.

### Fotnoter
1. ↑  ”World Statesmen”. http://www.worldstatesmen.org/WARS.html. Läst 28 juni 2011.